# Книги Біблії

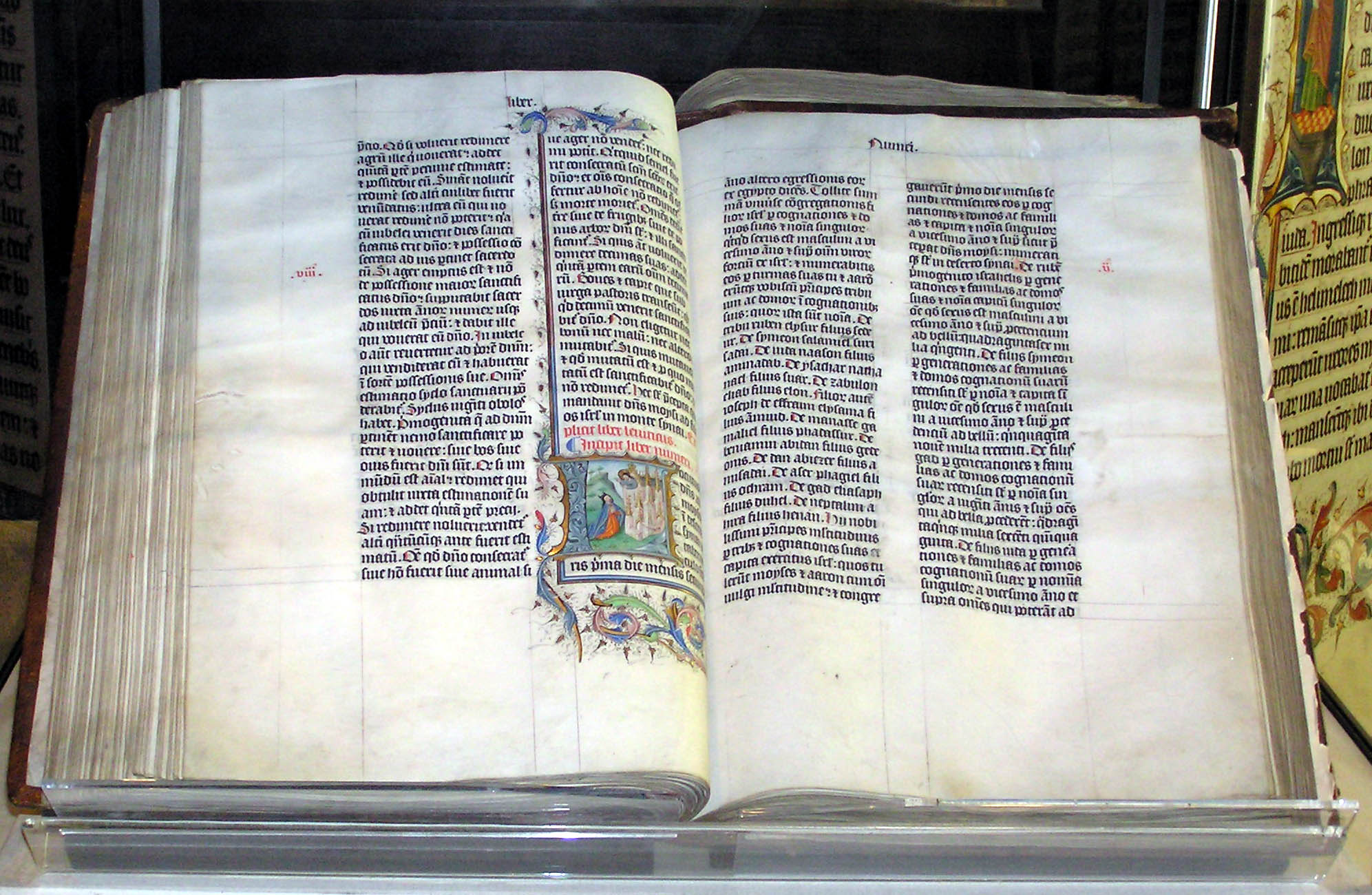
Рукопис Біблії на латині (1407 р.)

Книги Біблії: — канонічні книги Старого та Нового Заповіту.

## Книги Старого Заповіту

### I. П'ятикнижжя Мойсеєве
- 1. Перша книга Мойсеева: Буття (1 М.)
- 2. Друга книга Мойсеева: Вихід (2 М.)
- 3. Третя книга Мойсеева: Левит (З М.)
- 4. Четверта книга Мойсеева: Числа (4 М.)
- 5. П'ята книга Мойсеева: Повторення Закону (5 М.)

### II. Книги історичні
- 1. Книга Ісуса Навина (Книга Єгошуї) (Єг.)
- 2. Книга Суддів (Суд.)
- 3. Книга Рут (Рут)
- 4. Перша книга Самуїлова (або Перша книга царів) (1 Сам.)
- 5. Друга книга Самуїлова (або Друга книга царів) (2 Сам.)
- 6. Перша книга царів (або Третя книга царів) (1 Цар.)
- 7. Друга книга царів (або Четверта книга Царів) (2 Цар.)
- 8. Перша книга хронік (1 Хр.)
- 9. Друга книга хронік (2 Хр.)
- 10. Книга Ездри (Езд.)
- 11. Книга Неемії (Неем.)
- 12. Книга Естер (Ест.)

### III. Книги навчальні і поетичні
- 1. Книга Йова (Йов)
- 2. Книга Псалмів (Пс.)
- 3. Книга Приповістей Соломонових (Пр.)
- 4. Книга Еклезіястова (або Проповідника) (Екл.)
- 5. Пісня над піснями (Соломонова пісня над піснями) (Пісн.)

### IV.Книги пророцькі
а) Книги великих пророків
- 1. Книга пророка Ісаї (Іс.)
- 2. Книга пророка Єремії (Єр.)
- 3. Плач Єремії (Плач)
- 4. Книга пророка Єзекіїля (Єз.)

б) Книги малих пророків
- 1. Книга пророка Даниїла (Дан.)
- 2. Книга пророка Осії (Ос.)
- 3. Книга пророка Йоіла (Йоіл)
- 4. Книга пророка Амоса (Ам.)
- 5. Книга пророка Овдія (Овд.)
- 6. Книга пророка Йони (Йона)
- 7. Книга пророка Михея (Мих.)
- 8. Книга пророка Наума (Наум)
- 9. Книга пророка Авакума (Ав.)
- 10. Книга пророка Софонії (Соф.)
- 11. Книга пророка Огія (Ог.)
- 12. Книга пророка Захарія (Зах.)
- 13. Книга пророка Малахії (Мал.)

## Книги Нового Заповіту

### I. Чотири Євангелія
- 1. Євангеліє від св. Матвія (Мт.)
- 2. Євангеліє від св. Марка (Мр.)
- 3. Євангеліє від св. Луки (Лк.)
- 4. Євангеліє від св. Івана (Ів.)

### II. Книга історична
- 1. Дії святих апостолів (Дії)

### III. Послання апостола Павла
- 1. Послання св. апостола Павла до римлян (Рим.)
- 2. Перше послання св. апостола Павла до коринтян (1 Кор.)
- 3. Друге послання св. апостола Павла до коринтян (2 Кор.)
- 4. Послання св. апостола Павла до галатів (Гал.)
- 5. Послання св. апостола Павла до ефесян (Еф.)
- 6. Послання св. апостола Павла до филип'ян (Фил.)
- 7. Послання св. апостола Павла до колосян (Кол.)
- 8. Перше послання св. апостола Павла до солунян (1 Сол.)
- 9. Друге послання св. апостола Павла до солунян (2 Сол.)
- 10. Перше послання св. апостола Павла до Тимофія (1 Тим.)
- 11. Друге послання св. апостола Павла до Тимофія (2 Тим.)
- 12. Послання св. апостола Павла до Тита (Тит.)
- 13. Послання св. апостола Павла до Филимона (Филим.)
- 14. Послання до євреїв (Євр.)

### IV. Соборні послання
- 1. Соборне послання св. апостола Якова (Як.)
- 2. Перше соборне послання св. апостола Петра (1 Петр.)
- 3. Друге соборне послання св. апостола Петра (2 Петр.)
- 4. Перше соборне послання св. апостола Івана (1 Ів.)
- 5. Друге соборне послання св. апостола Івана (2 Ів.)
- 6. Третє соборне послання св. апостола Івана (З Ів.)
- 7. Соборне послання св. апостола Юди (Юд.)

### V. Книга пророцька
- 1. Об'явлення св. Івана Богослова (Об.)

## Второ-канонічні (дейтероканонічні або неканонічні)
- Книга Еноха
- 2 і 3 книги Ездри
- Книга Товита
- Книга Юдити (Юдифі)
- Премудрість Соломона (Книга Мудрости)
- Сираха (Книга Премудрості Ісуса, Сина Сираха)
- Послання Єремії
- Книга пророка Варуха
- Перша книга Макавеїв, Друга книга Макавеїв
- послання Юди — визнано второканоном в католицькій Церкві

Ці книги називаються протестантами та юдеями «неканонічними», а у Православній церкві та Католицькій церкві зазвичай вживається термін второ-канонічні «другоканонічні» чи «дейтероканонічні».